# Поляков Максим Валерійович
Поляков Максим Валерійович (англ. Max Polyakov; нар. 30 червня 1977, Запоріжжя, Українська РСР) — український та американський підприємець у сфері космічних та інформаційних технологій, економіст, громадський діяч, інвестор, філантроп.
Засновник та співзасновник аерокосмічної компанії Firefly Aerospace, ІТ компаній EOS Data Analytics, HitDynamics, Maxymiser, Murka LLC, Cupid plc, Renatus. Ідейний ініціатор створення некомерційної громадської організації «Асоціація Ноосфера», інжинірингової школи Ноосфера (Україна). Генеральний партнер у венчурному фонді Noosphere Ventures Partners LP.

## Освіта та наукова діяльність
Макс Поляков народився у сім'ї інженерів запорізької філії «Хартрон», українського підприємства ракетно-космічної галузі.
2011 року закінчив аспірантуру Дніпровського університету.
2013 року отримав вчений ступінь в області міжнародної економіки, захистивши дисертацію «Форми реалізації парадигмальної моделі інформаційного розвитку світової економіки».

## Бізнес
Після закінчення вишу 2001 року Поляков створив свою першу компанію AlarIT Ukraine, яка займалася розробкою ПЗ для закордонних клієнтів на аутсорсі.
У 2005 році Макс Поляков у партнерстві з британським інвестором Біллом Доббі створює компанію IDE Group з головним офісом в Единбурзі. У бізнес-групу входили такі проєкти, як EasyDate (2010 року перейменований на Cupid plc), Murka, HitDynamics, Maxymiser.
З 2006 року Поляков розвиває власні національні IT-проєкти в Україні, серед яких сайти-агрегатори price.ua, avtopoisk.ru, trud.com, naydidom.com, sravni.com. Проєктні офіси розміщувалися в Дніпрі, Харкові, Запоріжжі та Києві.
У 2006 році партнери продали свій проєкт HitDynamics компанії Hitwise.
У 2010 році сервіс Cupid plc під управлінням Полякова виходить на IPO (Initial Public Offering) Лондонської фондової біржі. Через рік компанія визнається технологічним проєктом з найстрімкішим розвитком за версією Deloitte.
На піку популярності вартість дейтингових активів компанії Полякова Cupid plc. оцінювалася в $204,9 млн. У 2012-му дохід компанії від дейтингу склав $125,4 млн, а капіталізація досягла $204,9 млн. У 2013 році, коли Макс Поляков вже залишив Cupid, журналісти BBC Radio і Kyiv Post запідозрили компанію у створенні фейкових акаунтів на сайтах знайомств.
У 2012 році Макс Поляков створює Renatus — компанію у сфері мобільних ігор, що видає продукти для Apple Store, Google Play, Amazon і Facebook. У цьому ж році Поляков переїжджає у США, до Кремнієвої долини, Менло Парк, Каліфорнія. Там він стає співзасновником фонду венчурних інвестицій Noosphere Venture Partners.
Восени 2013 року з Максимом Кріппою володів рівними частками оператором онлайн-гемблінгу GGS.
2015 року інший проєкт Maxymiser купує американська корпорація Oracle.
У 2015 році між Поляковим з одного боку і C. Токарева і Р. Гільфанова, власниками Lucky Labs, з іншого боку почався судовий процес з корпоративної суперечки щодо пайової участі холдингової компанії Phoenix Holdings. Суд завершився у 2016 році.

### EOS Data Analytics
2015 року Noosphere Ventures Макса Полякова створила компанію EOS Data Analytics (EOSDA), що займається глобальним постачанням послуг з аналізу супутникових знімків на основі штучного інтелекту та розробкою рішень для дистанційного зондування Землі. Чотири роки потому EOSDA реалізувала проект з супутникового моніторингу сільськогосподарського землекористування у співпраці зі Світовим банком та ЄС.
EOS Data Analytics бере участь у проєкті GoldenEye в рамках ініціативи ЄС «Horizon 2020», спрямованої на підвищення безпеки, впливу на навколишнє середовище та прибутковості гірничодобувної промисловості шляхом створення платформи, яка поєднує технології спостереження Землі та зондування на місці. Проєкт націлений на п'ять гірничодобувних майданчиків по всій Європі у Фінляндії, Косово, Німеччині, Болгарії та Румунії.
У жовтні 2021 року Dragonfly Aerospace оголосила про угоду з EOS Data Analytics щодо надання їй своєї нової супутникової платформи µDragonfly Bus класу 100 кг. Угода передбачає, що EOSDA встановить на неї дві електрооптичні камери DragonEye.
3 січня 2023 року ракетою Falcon 9 компанії SpaceX з космодрому на мисі Канаверал (CCSFS) у Флориді було виведено на низьку навколоземну орбіту EOS SAT-1 — початковий супутник сузір'я EOS SAT, першого агро-орієнтованого угруповання супутників, запущеного компанією, що займається дистанційним зондуванням. EOS SAT-1 був створений компанією Dragonfly Aerospace, постачальником технологій систем космічної зйомки, і оснащений двома камерами DragonEye з високою роздільною здатністю.

### Firefly Aerospace

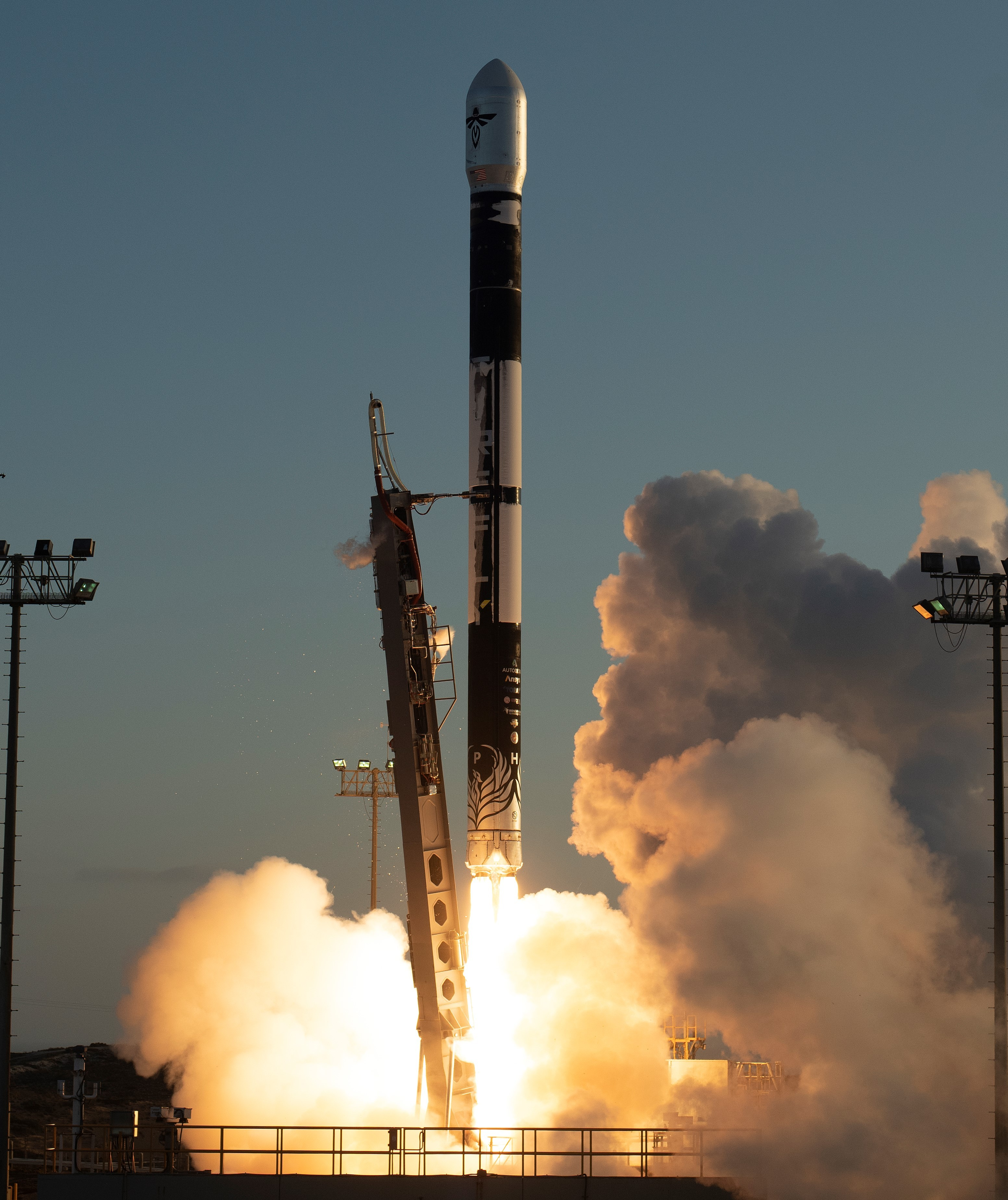
Firefly Alpha піднімається з майданчика на базі космічних сил Ванденберг (2 вересня 2021 року)

Бізнесмен залучив до роботи над легкою ракетою Firefly Alpha українських вчених та інженерів, що значно прискорило процес її створення. У травні 2018 року у місті Дніпро був відкритий R&D-центр Firefly, в якому працює 140 українських фахівців. 2017 року Поляков та Noosphere Ventures купують американський космічний стартап Firefly Space Systems ракетного інженера Тома Маркусика, який до цього працював у Virgin Galactic, Blue Origin, SpaceX.
Натхненний ідеєю Нового космосу — здешевленням космічних запусків шляхом впровадження інновацій в космічні технології, Маркусик у 2014 році створює власну компанію, щоб будувати ракети-носії легкого та середнього класу Alpha і Beta. Однак, залучених інвестицій не вистачає, і через два роки проект виявляється на межі закриття. Макс Поляков підтримав ідеї Маркусика, дав компанії друге дихання та нове ім'я — Firefly Aerospace.
У листопаді 2018 року Firefly Aerospace потрапила в список компаній, відібраних НАСА для програми освоєння Місяця із загальним бюджетом $2,6 млрд, з яких Firefly отримала $93.3 млн у вигляді прямого контракту з НАСА.
У 2019 компанія Firefly Aerospace підписала договір про співпрацю з Aerojet Rocketdyne, колишнім підрозділом Boeing.
У листопаді 2019 року успішно пройшли випробування двигунів 1 і 2 ступенів. Команда готується до першого запуску ракети-носія Alpha, який запланований на 2020 рік зі стартового майданчика SLC-2W авіабази Ванденберг.
У 2019 році військово-повітряні сили США обрали Firefly для участі в програмі Orbital Services Program-4 (OSP-4).
У грудні 2019 року група первинних акціонерів Firefly Space Systems подала позов до суду з заявою, про шахрайство і навмисне банкрутство компанії Томом Маркусіком. За заявою відповідачів, серед яких є і Поляков, зазначено, що позов є провокаційним, а претензії позивачів необгрунтованими, через три роки після, того як оновлений Firefly Aerospace домігся значних успіхів. Судова справа знаходиться в процесі розгляду.
У лютому 2020 року Snopes опублікували розслідування з припущеннями щодо можливого зв'язку Полякова з деякіми сайтами знайомств пов'язаних з компанію «Cupid plc», які використовували несправжні жіночі профілі, про що йшлося в розслідуванні BBC та Kyiv Post. Noosphere Venture спростувала цю інформацію.
У квітні 2020 року Firefly оголосила про угоду з компанією Spaceflight пуск якої запланований у 2021 році з авіабази Ванденберг
У травні 2020 року Firefly отримали сертифікацію AS9100 й команда перейшла від розробки до фази виробництва ракети-носія Alpha.
3 вересня 2021 року легка ракета-носій FireFly Alpha вибухнула через кілька хвилин після старту з бази Ванденберг Космічних сил США в Каліфорнії. На підготовку до цього запуску ракети Firefly Aerospace залучила 75 млн доларів США.

#### Космічна програма Артеміда
У травні 2021 року Firefly Aerospace підписала угоду із SpaceX Ілона Маска щодо доставлення на Місяць посадкового модуля Blue Ghost, розробленого українською компанією. Модуль Blue Ghost полетить на місяць на ракеті-носії Falcon 9 у межах космічної програми Артеміда від НАСА, яка ставить за мету відправити на Місяць людей в 2024 році та створити на супутнику Землі інфраструктуру для подальшого відправлення землян на Марс. Сума контракту, укладеного між Firefly та НАСА, становила $93.3 млн.

## Соціальна діяльність

### NES
У 2014 році з ініціативи Полякова в місті Дніпро створюється інжинірингова школа — Noosphere Engineering School (NES). Проект являє собою мережу лабораторій, створених на базі технічних кафедр провідних університетів України, де студенти мають можливість отримувати спеціальні знання в галузі інженерії та передових технологій, тестувати і реалізовувати свої інноваційні ідеї. За 5 років NES відкрила 7 лабораторій в Дніпрі, Черкасах, Києві, Житомирі та Рівному.

### Асоціація «Ноосфера»
У 2016 році Поляков створює некомерційну громадську організацію Асоціація «Ноосфера», яка займається організацією та проведенням профільних науково-технічних івентів. З 2015 року Асоціація починає співпрацювати з Міжнародною Федерацією авіаційного спорту (FAI) і організовує заходи з ракетомодельного спорту.
Серед найпопулярніших заходів — фестиваль робототехніки BestRoboFest і конкурс інженерних стартапів Noosphere Vernadsky Challenge, де в складі журі у 2017 був руйнівник міфів Джеймі Хайнеман.
Також Асоціація працює над поліпшенням інфраструктури міста Дніпро. У 2019 вони оновили парк Гагаріна і займаються реновацією планетарію.

#### Universe Space Tech
«Universe Space Tech» — науково-популярне онлайн-медіа та однойменний журнал , яке випускається Асоціацією «Ноосфера» та друкує новини українською, російською та англійською. Журнал «Universe Space Tech» є наступником (з 2020) російськомовного журналу рос. «Вселенная, пространство, время», дос. «Всесвіт, простір, час», заснованого 2003.

### Підтримка України
Макс Поляков, відомий насамперед як засновник аерокосмічної компанії Firefly Aerospace, пожертвував мільйон доларів для подолання гуманітарної кризи в Україні, викликаної російським вторгненням 2022 року. За словами Полякова, пожертва є відповіддю на прохання Бориса Філатова, мера Дніпра. Вона надійшла фонду «TAPS-Україна».
18 серпня 2022 року, зі слів Сергія Притули, Макс Поляков допоміг Міністерству оборони України в закупівлі супутника компанії ICEYE за гроші, що були зібрані українцями за програмою «Народний байрактар».

## Сім'я
Одружений, батько 4 дітей.

## Нагороди та досягнення
- 2009 — «Підприємець року» в Шотландії за версією Ernst & Young[63].
- 2017 — почесний кавалер FAI за значний внесок у вдосконалення систем управління спортивними подіями та нарахування очок.[64][65]
- 2018 — нагороджений національною премією України «Людина Року» за «За вагомий внесок у відродження українського космосу».[66]

Також у 2018 році Cambridge University Press опублікували книгу про підприємців, у тому числі Макса Полякова, які вплинули на становлення економіки в США: Hammer and Silicon: The Soviet Diaspora in the US Innovation Economy — Immigration, Innovation, Institutions, Imprinting, and Identity Paperback